# Vezivno tkivo
Vezivno tkivo povezuje stanice, tkiva i organe dajući im oblik i mehaničku potporu, služi u obrani organizma i prehrani organa. Nastaje iz mezoderma odnosno mezenhima te ektoderma neuralnog grebena na području glave i vrata.
Ona su karakterizirana prisutnošću velike količine međustanične tvari u koju su uložene stanice. Međustanična tvar je proizvod stanica. Međustanična tvar je građena od osnovne tvari (proteoglikani i strukturni proteini) i vlakana (kolagena, retikulinska i elastična). Vezivna tkiva se razlikuju po konzistenciji osnovne tvari te po količini i vrsti vlakana i stanica. Stanice nastaju u samom vezivnom tkivu (dioba) ili se useljavaju iz drugih područja.

## Podjela vezivnog tkiva
Sljedeća podjela je samo jedna od brojnih koje se danas koriste:
- Embrionalno vezivno tkivo 
  - Mezenhim
- Vezivno tkivo u užem smislu 
  - Rijetko vezivno tkivo
  - Gusto vezivno tkivo
    - Neformirano
    - Formirano

  - Vezivno tkivo s posebnim svojstvima
    - Elastično tkivo
    - Masno tkivo
    - Retikularno tkivo
    - Sluzavo tkivo
    - Pigmentno tkivo
- Potporna vezivna tkiva 
  - Hrskavično tkivo
  - Koštano tkivo
- Krv i limfa

Mezenhim je embrionalno vezivno tkivo. Ono je preteča vezivnih tkiva. Sastoji se od zvjezdolikih, pluripotentnih stanica koje su povezane svojim izdancima u trodimenzionalnu mrežu i od polutekuće (želatinozne) međustanične tvari. Blastem je nakupina mezenhimskih stanica koje su se počele diferencirati u smjeru nekog određenog tkiva ili strukture. 
Rahlo vezivno tkivo ima više stanica, a manje međustanične tvari (vlakana).  Stoga je rahlo vezivno tkivo nježnije građe i savitljivo. Od gustog se razlikuje po vrsti i količini stanica i međustanične tvari. Nalazi se ispod epitelnih tkiva, gradi stromu organa te je bogato krvnim žilama. Funkcija mu je prvenstveno nutritivna.
Gusto vezivno tkivo ima manje stanica, a više međustanične tvari, u prvom redu vlakana. Zato je gusto vezivno tkivo čvršće i otpornije prema djelovanju mehaničkih sila. U ljudskom tijelu prisutno je u dva oblika: neformirano i formirano. Gusto neformirano vezivno tkivo sadrži snopove kolagenih vlakana raštrkane u međustaničnoj tvari bez određenog pravilnog rasporeda. Izgrađuje retikularni sloj korijuma kože, podsluznicu probavne cijevi, čahure pojedinih organa itd. Gusto formirano vezivno tkivo sadrži pravilno raspoređena kolagena vlakna koja se suprotstavljaju silama koje djeluju na tkivo.  Ova vrsta tkiva izgrađuje tetive, ligamente i fibrozne membrane. Primjer je tetiva (tendo) koja se sastoji od paralelnih snopova kolagenih vlakana koja se u bojanom preparatu vide kao crvene valovite linije. Između njih se vide jezgre tenocita  - fibrocita specifičnih za tetive. Između snopova smješteno je neformirano vezivno tkivo (za razliku od kolagenih snopova) koje se naziva peritendineum internum s krvnim kapilarama.  Neformirano vezivno tkivo na površini je peritendineum externum.
Masno tkivo se sastoji od masnih stanica koje u svojoj citoplazmi sadrže kapljice neutralnih masti. Bijele masne stanice sadrže svaka po jednu veliku masnu kapljicu oko koje se nalazi tanak sloj citoplazme s jezgrom. Smeđe masne stanice sadrže više sitnih masnih kapljica međusobno odvojenih citoplazmom, a jezgra je u središtu stanice. Masno tkivo koje susrećemo kod čovjeka uglavnom je bijelo masno tkivo. Njegove stanice su velike, a u svakoj se nalazi jedna velika masna kapljica koja je u parafinskim preparatima otopljena. Jezgra i citoplazma su stisnute na periferiji stanice.
Sluzavo vezivno tkivo se nalazi u pupčanom tračku i predstavlja mehaničku zaštitu krvnim žilama koje sadrži. Na njegovoj površini je epitel amniona, a sadrži pupčanu venu,  dvije pupčane arterije i alantois.

## Stanice vezivnog tkiva
- Fibroblasti stvaraju sve dijelove međustanične tvari. Fibroblast je aktivna stanica te sadrži blijedu jezgru, hrapavi endoplazmatski retikulum, mitohondrije, Golgijevo tijelo itd., a može reverzibilno prijeći u fibrocit, inaktivnu stanicu s tamnom jezgrom i malo organela.

- Miofibroblasti omogućuju kontrakciju rane prilikom cijeljenja.

- Makrofazi nastaju od monocita krvi. Sadrže hrapavi endoplazmatski retikulum, Golgijevo tijelo, mitohondrije i lizosome. Pripadaju stanicama mononuklearnog fagocitnog sustava što znači da nastaju od stanica koštane srži, imaju karakteristična morfološka obilježja (nesegmentiranu jezgru) te sposobnost fagocitoze. Sudjeluju u staničnoj imunosti.

- Mastociti (metakromatske stanice) sadrže HER, mitohondije, veliki Golgi i sekretna zrnca (histamin, neutralne proteaze, [[eozinofilni kemotaktički faktor

anafilaksije]]-ECF-A i leukotriene). Na površini sadrže specifične receptore za Imunoglobulin E i sudjeluju u alergijskoj reakciji.
- Plazma stanice sadrže hrapavi endoplazmatski retikulum, Golgijevo tijelo i mitohondrije. Glavna zadaća im je sinteza protutijela koja se nalaze u krvi. Sudjeluju u humoralnom imunitetu.

- Masne stanice se nalaze u bijelom masnom tkivu i smeđem masnom tkivu.

- Leukocite čine neutrofili, eozinofili, bazofili i limfociti te dolaze iz krvi. Neutrofili se javljaju kod akutne upale te se nakupljaju stvarajući gnoj. Eozinofili izlučuju arilsulfatazu i histaminazu, te fagocitiraju kompleks antigen-protutijelo tijekom alergijskih reakcija. Bazofili oslobađaju histamin u krv. Limfociti sudjeluju u staničnom imunitetu (T-limfociti) i humoralnom imunitetu (B-limfociti).

## Međustanična tvar vezivnog tkiva
- Međustanična tvar čine:
  - amorfna osnovna tvar i tkivna tekućina
  - vlakna

### Glikoproteini,proteoglikani i tkivna tekućina
Amorfna osnovna tvar je mješavina glikoproteina i proteoglikana koja povezuje stanice s vlaknima. Čine ju dvije osnovne vrste sastojaka: 
- glikozaminoglikani i
- strukturni glikoproteini.

Glikozaminoglikani su ravni polisaharidni lanci sastavljeni od disaharidnih jedinica, koje se sastoje od uronske kiseline (glukuronska ili iduronska kiselina) i heksozamina (glukozamin ili galaktozamin).
Najvažniji glikozaminoglikani su:
- dermatan-sulfat (koža)
- hondroitin-sulfat (hijalina hrskavica)
- keratan- sulfat (rožnica)
- heparan-sulfat (aorta)
- hijaluronska kiselina (sluzavo tkivo-pupkov tračak)

Proteoglikani nastaju vezanjem glikozaminoglikana na središnji bjelančevinski lanac. Prevladava ugljikohidratni dio. Vrlo su hidrofilni sa slojem vezane vode oko sebe.
Strukturni glikoproteini nastaju vezanjem razgranatih ugljikohidrata na bjelančevinsku osnovu. Prevladava bjelančevinski dio. Imaju ulogu u međusobnom
djelovanju susjednih stanica i prianjanju stanica uz podlogu.
Primjeri glikoproteina su:
- fibronektin (fibroblasti)
- laminin (bazalna lamina)
- hondronektin (hrskavica)

Tkivna tekućina slična je krvnoj plazmi. U normalnim okolnostima ima je malo. Povećana je kod edema.

### Vlakna međustanične tvari
Vlakna su dugi tanki polimeri bjelančevina
- Kolagena vlakna ( čine 30% težine tijela) su najrasprostranjenija u tijelu. Aminokiseline karakteristične za kolagen su hidroksiprolin i hidroksilizin. Otporna su prema vlaknu.

Tipovi kolagena su:
- - Kolagen tipa I (kosti, vezivo tetive)- vlakna
  - Kolagen tipa II (hrskavice) - vlakanca
  - Kolagen tipa III (retikulinska vlakna)
  - Kolagen tipa IV (bazalna lamina) - amorfni kolagen
  - Kolagen tipa V (embrionalne ovojnice) - amorfni kolagen

- Retikulinska vlakna čine prostornu mrežu, sastoje se od kolagena tipa III povezanog s drugim tipovima kolagena, glikoproteinima i proteoglikanima. Argirofilna su. Nalaze se u glatkom mišićju, krvotvornim organima itd. Ima ih najviše tijekom embriogeneze, upala i cijeljenja rana, postepeno se zamjenjuju kolagenim vlaknima.

- Elastična vlakna nastaju u tri uzastopne faze:

oksitalanska ((mikrofibrila), elauninska (mikrofibrile i elastin), te elastična (zrela) vlakna (elastin zauzima središnji dio vlakna uz mikrofibrile). Reagiraju na vlak rastezanjem. Elastin je otporan na kuhanje, kiseline i lužine, sadržava posebne aminokiseline dezmozin i izodezmozin.